# Merderet
Der Merderet ist ein Fluss in Frankreich, der im Département Manche in der Region Normandie verläuft. Er entspringt im Gemeindegebiet von Tamerville, entwässert anfangs Richtung Südwest, dreht dann aber auf Südost und Süd, durchquert den Regionalen Naturpark Marais du Cotentin et du Bessin und mündet nach insgesamt rund 36 Kilometern an der Gemeindegrenze von Beuzeville-la-Bastille und Carquebut als linker Nebenfluss in die Douve.

## Orte am Fluss
(Reihenfolge in Fließrichtung)
- Valognes
- Lieusaint
- Hémevez
- Le Ham
- Chef-du-Pont